# Феријера (Перуђа)
Феријера је насеље у Италији у округу Перуђа, региону Умбрија.
Према процени из 2011. у насељу је живело 133 становника. Насеље се налази на надморској висини од 188 м.